# آفا (فلم)
آفا هو فيلم من نوع خيال علمي ودراما أُصدر في 2011. الفيلم من توزيع شركة وينشتاين، وهو من إخراج Kike Maíllo ‏، أما السيناريو فكان من كتابة Sergi Belbel ‏ وكريستينا كليمنتي.

## القصة
قصة الفيلم الرئيسية حول الذكاء الاصطناعي.

## طاقم التمثيل
- جوردي دياز  [لغات أخرى]‏
- كلوديا فيغا
- البيرتو امان
- ان كانوفاس
- مارتا إيتورا
- دانيال برول
- بيتر فيفيس
- لويس هومار

## وصلات خارجية
- مقالات تستعمل روابط فنية بلا صلة مع ويكي بيانات